# Acrocercops taeniarcha
Acrocercops taeniarcha là một loài bướm đêm thuộc họ Gracillariidae. Nó được tìm thấy ở Brasil.